# Suillellus amygdalinus
Suillellus amygdalinus (antes Boletus amygdalinus) es un hongo de la familia de las boletes que se encuentra en el oeste de Norteamérica. Los cuerpos fructíferos, o setas, se caracterizan por su sombrero grueso, de color rojo a marrón, poros rojos y la fuerte reacción azulada que se observa cuando el tejido de la seta se lesiona o se corta.
El sombrero puede alcanzar diámetros de hasta 12 cm (4,7 pulgadas) y el tallo 9 cm (3,5 pulgadas) de largo por 3 cm (1,2 pulgadas) de grosor en la madurez. Otros boletes similares de América del Norte, como Rubroboletus eastwoodiae, Boletus luridiformis y B. subvelutipes, pueden distinguirse de S. amygdalinus por el color del sombrero, el grado de reticulación (una red de crestas elevadas) del tallo o por su ubicación.
Esta seta se ha encontrado en bosques de Arctostaphylos y Arbutus desde el centro de California hasta el sur de Oregón. Se desconoce si esta seta es comestible, pero puede ser venenosa.

## Taxonomía
La especie fue nombrada por primera vez Boletus puniceus por Harry D. Thiers en 1965, basándose en los especímenes que encontró en el condado de Napa, California, el 23 de noviembre de 1963. En 1975, Thiers cambió el nombre a Boletus amygdalinus (un nomen nudum), ya que descubrió que el epíteto ya se había utilizado para un bolete diferente encontrado en Yunnan, China, publicado en 1948.  El hongo fue transferido a Suillellus en 2014 después de que la filogenética molecular demostrara que S. amygdalinus pertenecía a un linaje distinto de Boletus.
En latín, amygdaline significa relativo o parecido a una almendra.

## Descripción
Suillellus amygdalinus es una seta grande y sólida con un sombrero convexo a algo aplanado, irregular, que puede alcanzar diámetros de 6 a 12 cm (2,4 a 4,7 pulg.) en la madurez. La superficie del sombrero está seca y enmarañada con fibras; el color del sombrero de los ejemplares jóvenes es rojo, pero las setas suelen cambiar a tonos más marrones a medida que maduran. El margen del sombrero comienza curvado hacia dentro (incurvado) y se va curvando gradualmente hacia abajo (decurvado) con la edad. Los poros de la parte inferior del sombrero tienen de 0,5 a 1 mm de ancho, son angulosos y de color rojo o rojo anaranjado, mientras que los tubos tienen de 1 a 1,5 cm de profundidad.
El estípite carece de reticulación y es de color amarillo, pero a menudo está cubierto de pelos rojos, sobre todo cerca de la base. El estipe es igual de ancho en toda su longitud o más grueso en el centro; alcanza unas dimensiones de 4-9 cm (1,6-3,5 pulgadas) de largo por 1-3 cm (0,4-1,2 pulgadas) de grosor. La base del estipe suele estar doblada. La carne tiene de 1 a 2 cm (0,4 a 0,8 pulgadas) de grosor y es de color amarillo, pero como todas las partes del hongo, se tiñe de azul inmediatamente después de magullarse o cortarse.  Tanto el olor como el sabor de los cuerpos fructíferos son suaves.

### Características microscópicas

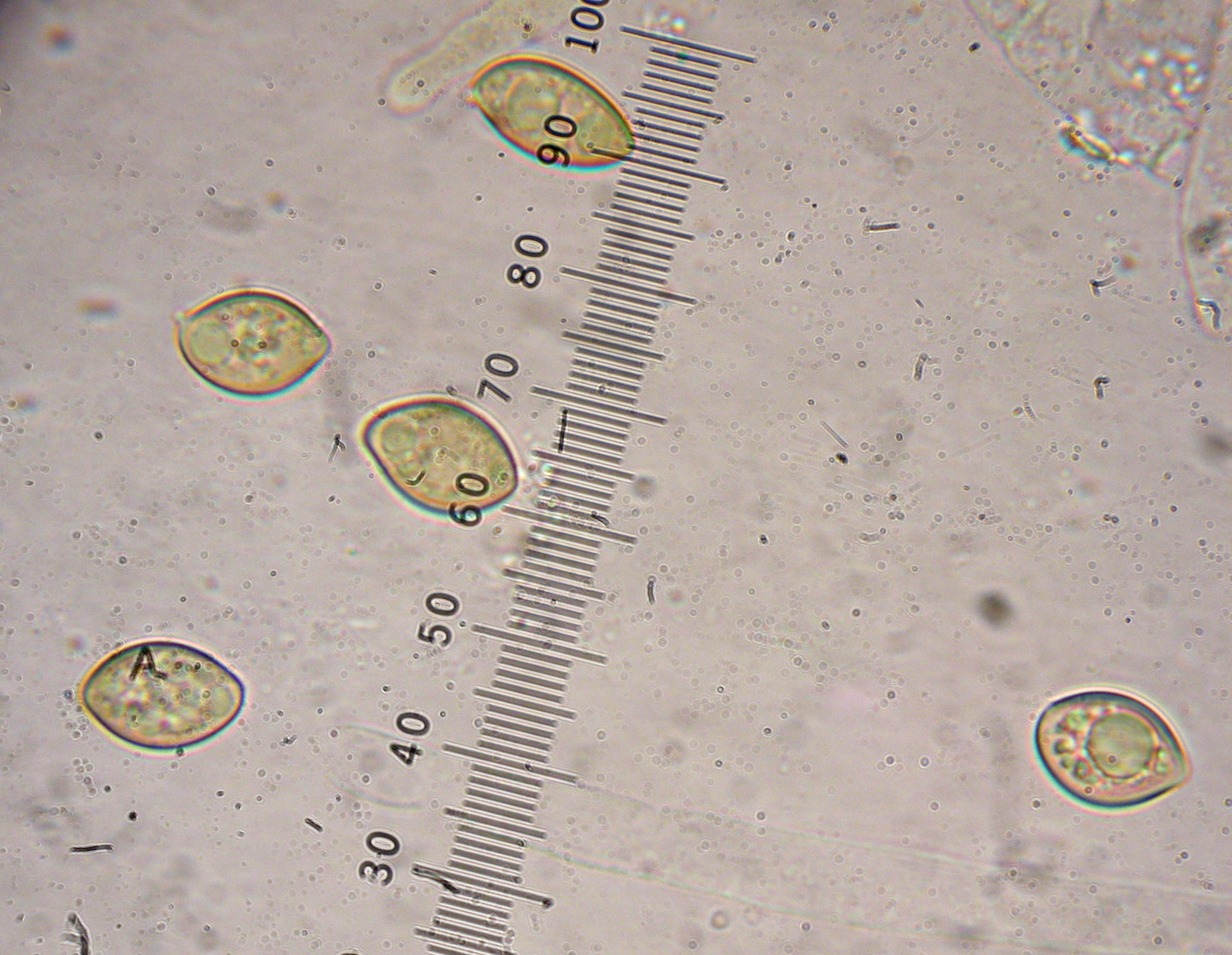
Las esporas elipsoides de paredes gruesas contienen vacuolas.

Suillellus amygdalinus produce una impresión de esporas de color marrón oliva oscuro. Las esporas son de paredes gruesas, lisas y de elipsoides a algo fusiformes, con unas dimensiones de 11,2-16 por 5,2-8 μm. Son de color ocre oscuro cuando se tiñen con el reactivo de Melzer y, debido a la presencia ocasional de dos grandes vacuolas, pueden parecer bicelulares. Los basidios (las células portadoras de esporas) tienen forma de garrote, contienen numerosas vacuolas y miden 30-35 por 9-11 μm. Los cistidios están presentes a los lados de los tubos y miden 45-54 por 10-12 μm. Las conexiones en pinza no están presentes en las hifas de S. amygdalinus.
Se pueden utilizar varias pruebas químicas de color para ayudar a identificar los cuerpos frutales sospechosos de ser S. amygdalinus. Una gota de hidróxido de potasio diluido (KOH) tiñe la pulpa del sombrero de un naranja apagado, mientras que la cutícula del sombrero se vuelve roja o más oscura. El amoníaco (como hidróxido de amonio, NH4OH) produce un color amarillo apagado en la carne y marrón en el sombrero. El sulfato de hierro (FeSO4) no produce ningún cambio o produce un color gris pálido tanto en la carne como en la cutícula. El ácido clorhídrico (HCl) hace que la carne se vuelva naranja o rosa, pero no reacciona con la cutícula.

### Especies similares
Hay varios otros boletes de poros rojos y azulados que podrían confundirse con S. amygdalinus. La especie venenosa europea Rubroboletus satanas y su homóloga norteamericana R. eastwoodiae tienen capuchones de color más claro y un patrón reticulado en el tallo.
B. subvelutipes es una especie muy variable del este de Norteamérica que incluye el rojo en la gama de colores de su capuchón, y tiene una capa difusa de pelos cerca de la base de su tallo; puede representar un grupo de especies. Otra especie similar es B. luridiformis, que se encuentra en Norteamérica y el norte de Europa bajo árboles de hoja ancha y coníferas. Sin embargo, a diferencia de S. amygdalinus, B. luridiformis tiene un sombrero de color marrón oscuro a casi marrón negruzco, y un pie amarillo con una densa cobertura de pruina roja (puntos). B. frostii también es similar.

## Distribución y hábitat
Los hongos Suillellus amygdalinus crecen en el suelo en grupos o dispersos. Se ha descrito la presencia del hongo en bosques de frondosas de baja altitud compuestos por Quercus, Arctostaphylos y Arbutus en California, y Oregón. La fructificación se produce tras el inicio de las lluvias otoñales, normalmente entre octubre y enero. El hongo puede ser difícil de detectar, ya que su sombrero tiene un color similar al de las hojas de Arbutus con el que se asocia, y porque el hongo suele estar enterrado bajo las hojas.

## Posible comestibilidad
Aunque no se conoce con certeza la comestibilidad de S. amygdalinus, las autoridades suelen recomendar evitar el consumo de boletus de color azul y poros rojos, ya que varios son venenosos. La especie estuvo implicada en un grupo de intoxicaciones en California en 1996-97, pero debido a la naturaleza de los síntomas experimentados, probablemente se consumió más de un tipo de seta.